# Ficus citrifolia
Espèce
Ficus citrifolia est une espèce d'arbre de la famille des Moracées originaire d'Amérique tropicale et des Antilles.

## Noms vernaculaires
Figuier étrangleur, figuier maudit.

## Synonymes
- Ficus amazonica (Miq.) Miq.
- Ficus angustifolia (Liebm.) Miq.
- Ficus botryapioides Kunth & C.D. Bouché
- Ficus brevifolia  Nutt.
- Ficus caribaea  Jacq.
- Ficus catesbaei  Steud.
- Ficus caucana  Dugand
- Ficus eximia  Schott
- Ficus  ou Urostigma giganteum  (Kunth) Miq..
- Ficus lentiginosa Vahl
- Ficus  ou Urostigma populneum  (Willd.) Miq.
- Ficus  ou Urostigma  syringaefolium  (Kunth & C.D. Bouché) Miq.

## Description
- Arbre atteignant 15 m de haut, branches très étendues.
- Les racines aériennes de l'arbre lui permettent d'étendre la surface de l'arbre lors de leur prise de contact avec le sol
- Feuilles larges, cartilagineuses, ramassées à l'extrémité des rameaux courts, vert pâle en dessus, grisâtre en dessous, ovales, arrondies à la base et au sommet : les jeunes, souvent obovales et atténuées en coin, à la base ; à nervures larges, carénées et très saillantes à la face inférieure ; pétiole long, cannelé, comprimé, élargi à la base et laissant de grandes cicatrices blanches.
- Fruits globuleux, subsessiles, de 8-10 mm de diamètre, légèrement plus longs que larges, veloutés, marqués de taches rondes, vertes ou brunes[1].

## Répartition
Amérique tropicale, Antilles, Floride.